# لامپ

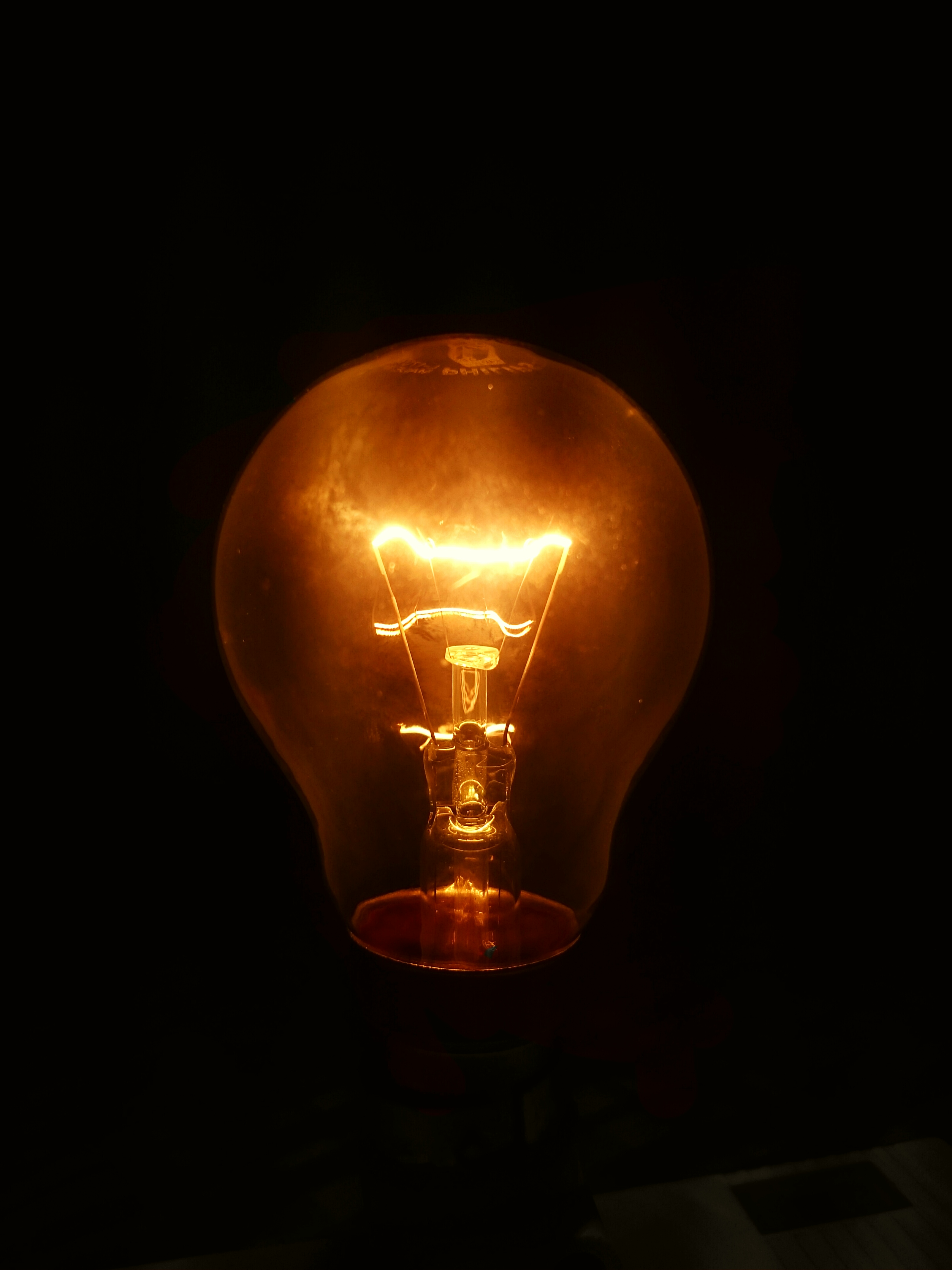
یک لامپ رشته‌ای شفاف.

چراغ برق ، لامپ یا Lamps یک جزء الکتریکی است که نور تولید می کند . این رایج ترین شکل نور مصنوعی است . لامپ‌ها معمولاً دارای پایه‌ای از سرامیک ، فلز، شیشه یا پلاستیک هستند که لامپ را در سوکت یک لامپ محکم می‌کند ، که اغلب به آن "لامپ" نیز می‌گویند. اتصال برق به پریز ممکن است با یک پایه رزوه پیچ، دو پین فلزی، دو کلاهک فلزی یا یک پایه سرنیزه انجام شود
توماس ادیسون، آلساندرو ولتا، همفری دیوی، جوزف سوان از چهره‌های کلیدی در ابداع و توسعه‌ی لامپ بودند.

## گونه‌های لامپ
امروزه لامپ‌های متفاوتی در بازار پیدا می‌شود که هر کدام کاربرد ویژه خود را دارند. 

جدول مصرف الکتریکی گونه‌های لامپ‌ها

### لامپ رشته‌ای
لامپ رشته‌ای با رشته تنگستن پیچیده شده، در سال ۱۹۲۰ میلادی به بازار آمد. گاهی این لامپ را با لامپ رشته کربنی که در ۱۸۹۰ معرفی شد اشتباه می‌گرفتند.
علاوه بر لامپ حبابی معمولی شامل گونه‌های متنوعی مانند لامپ‌های کم توان و ولتاژ پایین نیز می‌شود که کاربرد بسیاری داشته‌اند اما هم‌اکنون به صورت عمده با ال‌ئی‌دی‌ها جایگزین شده‌اند.
برخی از کشورها رغبت بسیاری به جایگزینی برخی از گونه‌های این لامپ‌ها نشان داده‌اند، مانند برنامه جایگزینی لامپ‌های رشته‌ای رایج در استرالیا تا سال ۲۰۱۰، چون این لامپ‌ها از لحاظ بازده تبدیل الکتریسیته مقرون به صرفه نیستند و کمتر از ۳٪ انرژی دریافتی شان به نور تبدیل می‌شود.
تقریباً یا به‌طور کلی، همه انرژی برق دریافتی به گرمای بی استفاده تبدیل می‌شود که باعت گرمی هوا می‌گردد و باید توسط تهویه‌های مطبوع یا هواکش‌ها از ساختمان دفع شود که اغلب باعث اتلاف بیشتر انرژی برق می‌شود. در برخی مناطق تاریک و سرد که به گرما و نور نیاز دارند گرمای تولید شدهٔ ناخواسته، ممکن است دارای ارزش باشد.

### لامپ‌های ماکروویو

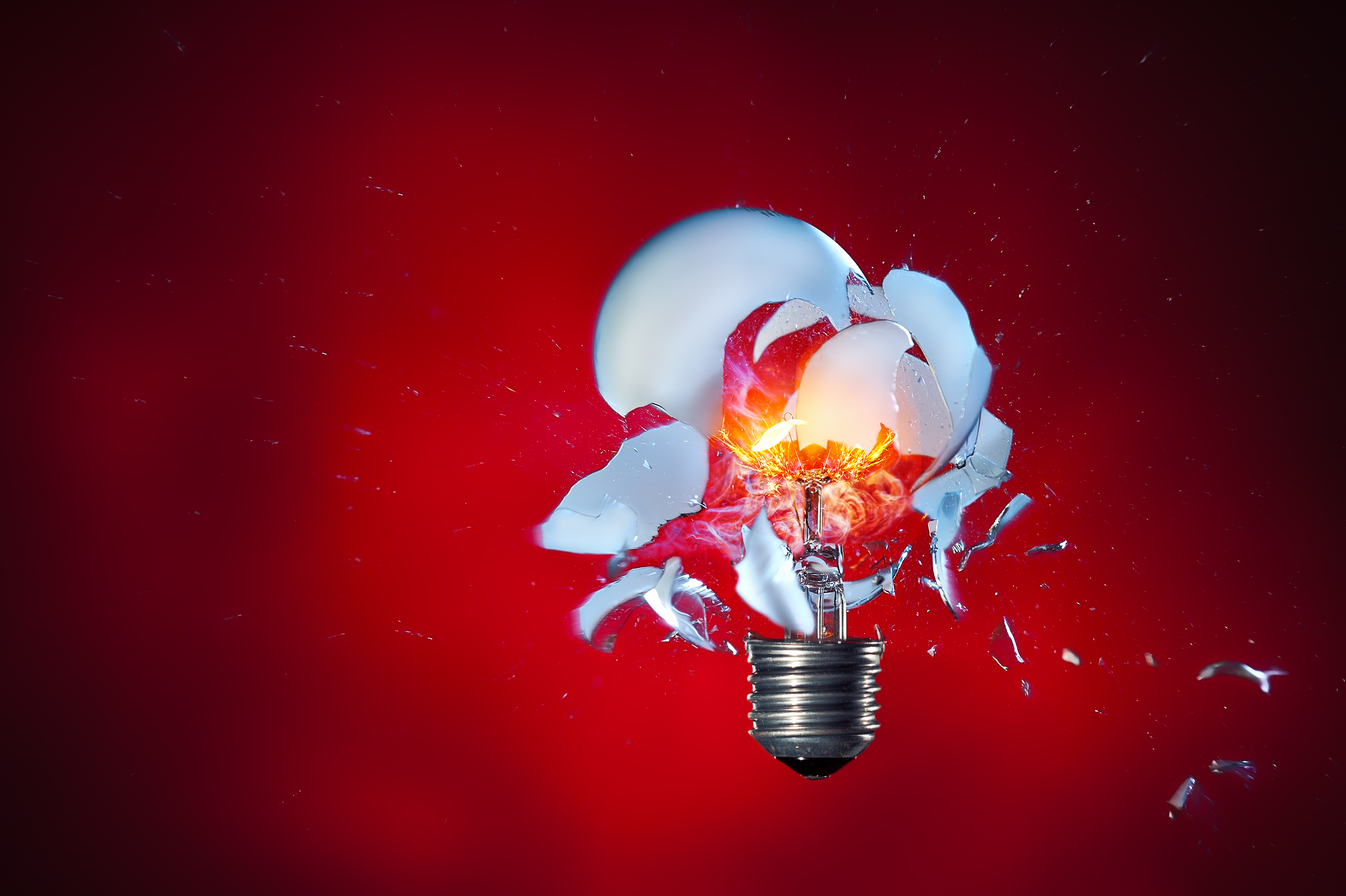
لحظه از هم گسیختگی یک لامپ روشن که با گلوله تفنگ ایرسافت هدف قرار گرفته‌است.

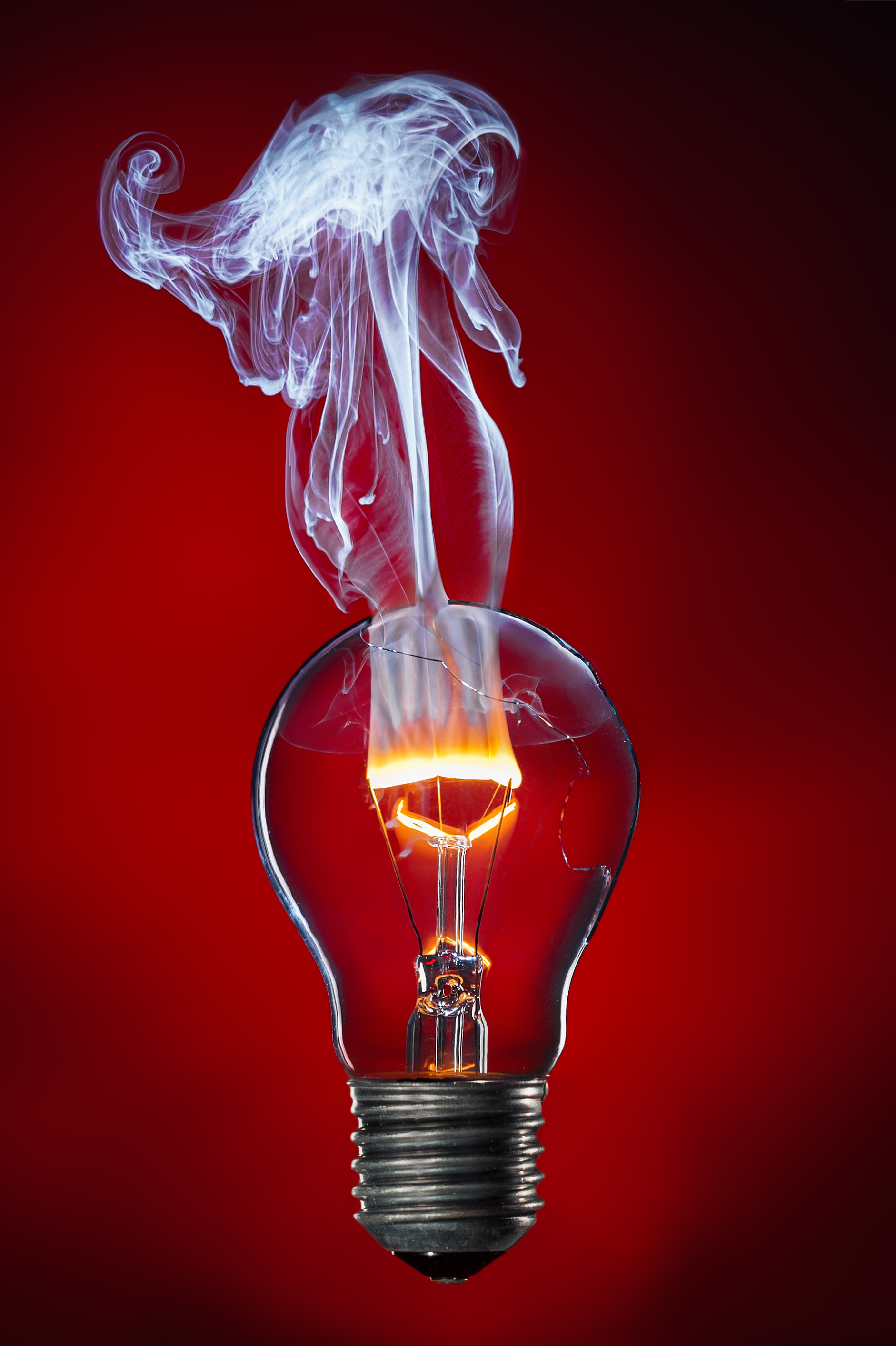
یک لامپ رشته‌ای باز شده‌است و باعث خروج گاز ساکن درون لامپ گردیده‌است. پس از آن هنگامی که لامپ روشن می‌گردد رشته تنگستن در معرض اکسیژن آغاز به سوختن می‌کند، خاکستر شده و شعله‌ای از آتش را حاصل می‌کند. این تشکیل آتش به خاطر نفوذ گاز اکسیژن به درون لامپ می‌باشد.

نخستین منبع عملی واقعی ماکروویو لامپ مگنترون بود که در دهه ۱۹۳۰ در انگلیس ساخته شد و سپس از آن در ساخت و توسعه سامانه رادار در خلال جنگ جهانی دوم استفاده شد. در سال‌های گذشته قطعات نیمه‌رسانا به‌طور فرآینده‌ای جایگاه لامپ‌های ماکروویو را پر نموده و مزایای بسیار هم دارند. اما هنوز هم لامپ‌ها برای تولید توان‌های بسیار بالا (۱۰ کیلو وات تا ۱۰ مگا وات) و فرکانس‌های بالاتر امواج میلی‌متری (۱۰۰ گیگا هرتز و بالاتر) لازم و ضروری می‌باشند.

گونه‌های بسیار گوناگونی از شکل لامپ‌ها در کنار مفاهیم مختلفی که بر اساس آن عملکرد لامپ بنا گذاشته شده‌است وجود دارند. اما همگی لامپ‌ها جنبه‌های مشترک پرشماری دارند. نخست آنکه در همگی لامپ‌ها برهم‌کنش اشعه با یک میدان مغناطیسی در داخل روکش خلأ شیشه‌ای یا فلزی را داریم؛ بنابراین می‌بایست به طریقی انرژی RF در خارج این روکش به آن تزویج نماییم این کار را معمولاً با پنجره‌های سطحی یا حلقه‌ها و پروب‌های تزویجی هم محور انجام می‌دهیم.
کلایسترون انعکاسی یک لامپ کلایسترون تک حفره‌است که به عنوان یک تشدیدکننده با به‌کارگیری یک الکترود انعکاس دهنده پس از حفره برای ایجاد فیدبک مثبت از طریق اشعه الکترونی عمل می‌نماید، این کلایسترون را می‌توان به صورت مکانیکی و با تنظیم اندازه حفره به صورت دلخواه تنظیم نمود. عیب بزرگ کلایسترون‌ها پهنای باند نازک آن‌ها می‌باشد که نتیجه حفره‌ها با Q بالا مورد نیاز برای خوشه‌بندی الکترون می‌باشد. کلایسترون‌ها برای سطوح نویز AMو FM بسیار پایین می‌باشند.

پهنای باند کم تقویت‌کننده کلایسترون در لامپ با موج حرکتی (TWT) بر طرف گردیده‌است. یک تقویت‌کننده با اشعه خطی است که از یک تفنگ الکترونی و یک آهنربای متمرکزکننده برای شتاب بخشیدن به اشعه الکترون‌ها در خلال یک ناحیه برهم کنش استفاده می‌کند. معمولاً ناحیه برهم کنش از یک ساختار هیلیکس با موج آهسته با یک ورودی RF در انتهای تفنگ الکترونی و یک خروجی RF در انتهای کلکتور تشکیل می‌شود. ساختار هیلیکس سرعت انتشار موج RF را کاهش داده بنابر این، این موج با همان سرعتی حرکت می‌کند که موج و اشعه در ناحیه برهم کنش حرکت می‌نمایند و اثر تقویت‌کنندگی به‌دست می‌آید. سپس سیگنال تقویت شده از انتهای هیلیکس تزویج می‌گردد.TWT بالاترین پهنای باند را در میان لامپ‌های تقویت‌کننده دارد که مقدار آن ار ۳۰٪ تا ۱۲۰٪ متغیر است. در نتیجه این لامپ برای استفاده در سامانه‌های جنگ الکترونیک بسیار مفید است چرا که در این سامانه‌ها نیاز به تئانی بالا در پهنای باند هی وسیع داریم. ابن لامپ‌ها دارای توان نامب چند صد وات (به‌طور اسمی) استاما می‌توان این مقدار را تا چند کیلو وات نیز افزایش داد که این کار توسط ایجاد یک ناحیه برهم کنش با به‌کارگیری مجموعه‌ای از حفره‌های تزویج شده انجام می‌شود البته در عوض پهنای باند کاهش خواهد یافت. راندمان TWT تقریباً پایین استو به‌طور اسمی بین ۲۰٪ و ۴۰٪ می‌باشد.

نوع دیگری از لامپ نوسان ساز اشعه خطی، نوسان‌ساز با برهم کنش توسعه یافته (EIO) است. EIO بسیار مشابه یک کلایسترون است و از ناحیه برهم کنش شامل شماری حفره تزویج شده با یکدیگر با فیدبک مثبت برای انجام نویان استفاده می‌نماید. این لامپ دارای یک پهنای باند تنظیم شده نازک و یک راندمان متوسط است اما می‌توان توان‌های بالا نزدیک چند صد گیگا هرتز را تأمین نماید. تنها ژیراتون است که می‌تواند توان بیشتری را تحویل نماید. لامپ‌هایی با میدان متقاطع شامل مگنترون، تقویت‌کننده با میدان متقاطع وژیراتون است. همان‌طور که از پیش فهمیدیم مگنترون نخستین منبع ماکروویو توان بالا است. مگنترون از یک کاتد استوانه‌ای تشکیل گردیده‌است که توسط یک آند استوانه‌ای با چندین حفره تشدیدکننده در طول قطر داخلی آن احاطه گردیده‌است. یک میدان مغناطیسی بایاس به صورت موازی با محور کاتد-آند اعمال می‌گردد. در عمل ابری از الکترون‌ها تشکیل گردیده که حول کاتد در ناحیه برهم کنش می‌چرخد. مشابه با قطعات اشعه خطی، خوشه بندی الکترون رخ داده و انرژی از اشعه الکترونی به موج RF منتقل می‌شود. توان RF می‌تواند خارج از لامپ با یک پروب، حلقه یا پنجره روزنه دار تزویج گردد. مگنترون‌ها می‌توانند توان‌های خروجی بسیار بالا-در حد چند صد کیلو وات را فراهم نمایند. همچنین مگنترون دارای راندمانی در حدود ۸۰٪ یا بیشتر می‌باشد. اما یک عیب بزرگ آن این است که مگنترون نویز بسیاری را تولید می‌کند و نمی‌تواند فرکانس یا ارتباط فاز را تثبیت نماید در حالی که در حالت پالسی عمل می‌نماید. این فاکتورها برای عملکرد بالای رادارها ی پالسی بسیار مهم هستند که درآن‌ها فنون پردازش بر روی مجموعه‌ای از پالس‌های بازگشتی عمل می‌نمایند. (رادارهای مدرن از این گونه امروزه عموماً از منابع نیمه‌رسانا با نویز کم به همراه یک TWT برای تقویت‌کنندگی توان استفاده می‌نمایند) حال کاربرد مگنترون‌ها عموماً برای پخت‌وپز با مایکروویو می‌باشد.

### لامپ هالوژن
لامپ‌های هالوژن بیشترشان بسیار کوچک‌تر از لامپ‌های رشته عادی می‌باشند، زیرا برای کارکرد موفق باید دمای حباب بیشتر از ۲۰۰ درجه سانتیگراد باشد. به همین منظور باید حبابی از جنس سیلیکای سیم‌کشی شده یا گاهی شیشه آلومینوسیلیکات باشد. اغلب این حباب داخل یک لایه شیشه‌ای دیگر پوشیده می‌شود. لایه بیرونی برای احتیاط قرار داده می‌شود تا پرتو ماوراء بنفش را کاهش دهد و در برابر انفجاری که گاهی برای این لامپ‌ها رخ می‌دهد لایه‌ای محافظ تشکیل دهد. همچنین برای کاهش اثر ضایعات ناشی از اثر انگشت. همچنین احتمال آتش‌سوزی برای لامپ‌های بدون پوشش بیشتر است که به‌کارگیری آن‌ها را اگر در حفاظ مناسب قرار نگیرد در برخی مکان‌ها ممنوع می‌کند. مدل‌های ساخته شده برای ولتاژهای ۱۲ و ۲۴ ولت رشته‌های فشرده تری دارند که برای کنترل نوری مناسب اند، همچنین بازده نوری (لومن بر وات) بیشتری دارند و عمر بیشتری نسبت به مدل‌های غیر هالوژنی دارند. مقدار نور خروجی هم تقریباً در طول عمر لامپ ثابت است.

### لامپ فلورسنت (مهتابی)
لامپ فلورسنت توسط نیکلای تسلا اختراع و ثبت شد، که بازده نور بسیار بیشتری از لامپ رشته‌ای دارد. این لامپ جزو لامپ‌های گازی کم فشار است. برای نور یکسان این لامپ‌ها نسبت به لامپ‌های رشته‌ای حدوداً ۴/۱ تا ۳/۱ مصرف می‌کنند.
تا دهه ۱۹۸۰ این گونه لامپ به دو گونه خطی و دوار محدود می‌شد و شکل‌های دیگر بسیار محبوبیت پیدا نکردند. لامپ‌های فلورسنت فشرده (CFL) - که در ایران به نام کم مصرف مشهورند - در اوایل دهه ۱۹۸۰ به بازار آمدند.
مدار الکتریکی یک لامپ فلورسنت از اجزای زیر تشکیل شده‌است:
۱_ چوک مغناطیسی یا بالاست
۲_لامپ مهتابی
۳_استارت
اکثر لامپ‌های CFL دارای بالاست الکتریکی داخلی می‌باشند و به سرپیچ فلزی یا پایه‌های میخی مجهز هستند. برخی از گونه‌های CFL دارای بالاست جداگانه می‌باشند که لامپ و بالاست را می‌توان جداگانه تعویض کرد.

عمر متوسط نامی برای یک لامپ فلورسنت خطی ۱۰، ۰۰۰ تا ۲۰، ۰۰۰ در مقایسه با عمر ۷۵۰ ساعت (۱۱۰ ولت) و ۱۰۰۰ ساعت (۲۴۰ ولت) می‌باشد.

برخی از گونه‌های بالاست لامپ فلورسنت در محیط سرد به سختی لامپ را روشن می‌کنند به همین دلیل در مناطق سردسیر باید نوری که در فضای باز به‌کارگرفته می‌شود برای این شرایط طراحی شده باشد تا به‌طور مناسب کار کند.

لامپ‌های فلورسنت در رنگ‌های متنوعی از لحاظ دمای رنگ (منظور از دمای رنگ اثر رنگ بر روح و روان است به عنوان مثال رنگ آبی سرد و رنگ قرمز گرم است) ساخته می‌شود. در برخی کشورها گونه سفید سرد (CW) رایج تر است در صورتی که در برخی دیگر رنگهای سفید گرم تر غالب است.

در آمریکا لامپ فلورسنت بیشتر در رنگ سفید سرد به‌کارگرفته می‌شود (CW)، که به همراه حباب‌های نصب شده در خانه که رنگی متمایل به صورتی دارند رنگ سفید گرم (WW) تولید می‌شود. در این بین رنگ «سفید بهینه شده» (CW) نیز استفاده می‌شود، که طبیعی تر به نظر می‌رسد. همچنین رنگ سفید آفتابی بسیار سرد (DW) نیز موجود است. لامپ‌های فلورسنت فشرده بیشتر به صورت سفید گرم به حساب می‌آیند، چون بیشتر مانند لامپ رشته‌ای نوری متمایل به زرد از خود ساطع می‌کنند. سردی و گرمی نور امری نسبی و بیشتر سلیقه‌ای است به همین دلیل دمای رنگ و فهرست تولید رنگ (CRI) به عنوان مبنای کامل رنگ برای لامپ‌های فلورسنت و گاهی برای گونه‌های دیگر نورپردازی‌ها به‌کارگرفته می‌شود.

### ال‌ای‌دی
تا دهه ۱۹۷۰ ال‌ای‌دی‌های حالت جامد به عنوان نشانگر رواج داشتند.
در سال‌های گذشته، مبحث بازده و خروجی مورد توجه قرار گرفت تا آنجا که هم‌اکنون ال‌ای‌دی‌ها جایگاه ویژه‌ای در کاربرد نورپردازی پیدا کردند.
ال‌ای‌دی‌های نشانگر به دلیل عمر بالایشان تا ۱۰۰٬۰۰۰ ساعت شناخته شده هستند، اما ال‌ای‌دی‌های نورافشان بنا بر سنت قدیم کمتر به‌کارگرفته شدند (به دلیل قیمت بسیار ال‌ای‌دی به ازای هر وات)، و در نتیجه عمر بسیار پایین‌تری هم داشتند.
به دلیل قیمت بالا به ازای هر وات، نورپردازی‌های ال‌ای‌دی برای مصارف توان بسیار پایین، نوعاً زیر ۱۰ وات کاربرد دارند. ال‌ای‌دی‌ها هم‌اکنون بیشتر برای کارهای توان پایین و مقرون صرفه مثل نورپردازی در شب و چراغ‌های قوه کاربرد دارند. ال‌ای‌دی‌های رنگی همچنین می‌توانند برای کارهای زیبا مانند نورپردازی اشیاء شیشه‌ای یا حتی برای قطعات یخ در نوشیدنی‌ها و میهمانی‌ها به‌کارگرفته شود. همچنین در جشن‌ها به صورت روزافزونی به‌کارگرفته می‌شوند.
بازده ال‌ای‌دی در بازه بسیاری متغیر است. برخی از آن‌ها از لامپ‌های رشته‌ای هم بازده کمتر و برخی بازده بیشتری دارند. کارکرد ال‌ای‌دی در این رابطه به غلط مورد تفسیر قرار می‌گیرد، چون جهت‌مندی ذاتی نور ال‌ای‌دیها شدت نور بیشتری به آن‌ها در یک زاویه به ازای کل نور تولید شده می‌دهد.
ال‌ای‌دی‌های تک رنگ فناوری ساخت بسیار کاملی دارند، در حالی که ال‌ای‌دی‌های سفید در زمان نگارش این نوشته هنوز مشکلات حل نشده‌ای دارند.
(CRI) فهرست تولید رنگ آن‌ها  کاملاً مناسب نیست؛ که باعث تولید رنگ‌های نچندان دقیق می‌شود.
توزیع نور ساطع شده از ماده فسفری (در مانیتورها) با توزیع نور ناشی از ال‌ای‌دی متفاوت است که باعث می‌شود دمای رنگ تولیدی از زوایای مختلف متفاوت باشد.
کیفیت ماده فسفری در طول زمان کاهش پیدا می‌کند، که باعث می‌شود دمای رنگ و قدرت رنگ در طول زمان کاهش پیدا کند؛ که با ال‌ای‌دی‌های کم کیفیت این تغییر بیشتر خواهد بود.
تغییرات دمایی محدود باعث می‌شود که مقدار توان برای یک لامپ ال‌ای‌دی نسبت به یک لامپ رشته‌ای در همان سایز بیشتر باشد و باعث برتری نسبت به لامپ‌های رشته‌ای می‌شود.
فناوری ال‌ای‌دی برای طراحان نور مناسب است زیرا مصرف توان و تولید دمای بسیار پایین، کنترل روشن/خاموش آنی، و در مورد نور تک رنگ، ثبات رنگ بسیار بالایی در طول عمر خود و به نسبت هزینه تولید پایینی دارد.
در سال‌های گذشته، نرم‌افزارهایی برای تلفیق نور و تصویر طراحی شده تا تصاویر ویدئویی را در ال‌ای‌دی‌های نصب شده به تصویر بکشند تا دیواره‌هایی تصویری با رزولوشن پایین را به وجود آورند.
برای نورپردازی‌های عمومی خانگی، هزینه خرید سامانه نورپردازی ال‌ای‌دی هنوز بسیار بیشتر از روش‌های رایج نورپردازی است.

### لامپ قوس کربنی
لامپ قوس کربنی دو الکترود میله‌ای کربنی در هوای آزاد دارد که با یک بالاست محدودکننده جریان انرژی دهی می‌شود. قوس الکتریکی با نزدیک کردن دو الکترود به هم و سپس جداسازی آن‌ها ایجاد می‌گردد. قوس حاصله نوک دو الکترود را گرم می‌کند تا به رنگ سفید در بیایند. این لامپ‌ها بازده بیشتری نسبت به لامپ‌های رشته‌ای دارند، اما میله‌های کربنی زود عمر خود را از دست می‌دهند و نیاز به تنظیم پیوسته دارند. این لامپ‌ها اشعه ماوراء بنفش بسیاری تولید می‌کنند، در محیط‌های سربسته نیاز به تهویه دارند، و به علت نور بسیار شدیدشان نیاز به محافظی در مقابل دید مستقیم دارند.
لامپ‌های قوس کربنی در توان‌های بالا کار می‌کنند، و به نسبت لامپ‌های ابتدایی دهه ۱۹۲۰ بازده بیشتری داشتند. همچنین آن‌ها منبع نور نقطه‌ای هستند. این مشخصات آن‌ها را برای منابع نوری مورد استفاده در جستجو، نورهای راهنما و نور پروژکتور فیلم مناسب ساخته بود.
نیاز پیوسته آن‌ها به توجه و تنظیم، و تعویض پیوسته میله‌ها استفاده آن‌ها را برای مصارف عادی دشوار ساخت، به همین دلیل از آن‌ها در زمانی که نور پرتوان مشابهی وجود نداشت به عنوان منابع نوری پرتوان استفاده می‌شد. لامپ‌های قوس کربنی علیرغم جایگاه ویژه‌شان در اواسط جنگ جهانی دوم و پس از آن از رده خارج شدند.

### لامپ تخلیه الکتریکی
لامپ تخلیه الکتریکی شامل شیشه یا سیلیکایی است که با دو الکترود فلزی که با گاز از هم جدا شده‌اند پوشش داده شده‌است. گازهایی شامل نئون، آرگون، زنون، سدیم، متال هالید و جیوه.
اساس کار این لامپ‌ها همانند لامپ قوس کربنی است، اما واژه لامپ قوسی معمولاً به لامپ قوس کربنی گفته می‌شود، به دلیل به‌کارگیری روش‌های نوین تخلیه گازی عموماً به این لامپ‌ها لامپ تخلیه الکتریکی گفته می‌شود. در برخی از گونه‌های لامپ تخلیه الکتریکی ولتاژ بسیار بالایی برای ایجاد قوس به‌کارگرفته می‌شود. این عمل نیاز به مداری الکترونیکی به نام igniter دارد، که قسمتی از مدار بالاست را تشکیل می‌دهد. پس از تشکیل قوس، مقاومت داخلی لامپ کاهش می‌یابد، و بالاست جریان کاری را محدود می‌کند. بدون بالاست جریانی مازاد عبور خواهد کرد که باعث تخریب سریع لامپ خواهد شد.
برخی از لامپ‌ها مقدار کمی نئون دارند که اجازه ایجاد جرقه در ولتاژ عادی را بدون نیاز به igniter می‌دهد. لامپ‌های سدیم کم فشار این‌گونه عمل می‌کنند.
ساده‌ترین گونه بالاست تنها یک سلف است، و زمانی که مانند نوردهی خیابان‌ها هزینه در اولویت است به‌کارگرفته می‌شوند، ممکن است بالانس‌های پیشرفته تری برای تولید نوری ثابت در طول عمر لامپ به‌کارگرفته شوند، که ممکن است لامپ را با موجی مربعی درایو کنند تا خروجی کاملاً بدون پرشی ایجاد کنند و در زمان بروز نقص‌های جدی لامپ را خاموش کند. به‌طور مثال این گونه پیچیده از بالاست در صنایع مربوط به فیلم به‌کارگرفته می‌شوند.

### لامپ مغناطیسی ال ای‌دی
لامپ‌های نسل جدید فوق کم مصرف که در ایران به نام سانفار شناخته می‌شود، دارای ویژگی‌هایی است که قابل رقابت با هیچ‌یک از منابع نوری موجود نمی‌باشند. لامپ‌های موجود که در صنایع، خیابان‌ها و کارخانجات و… به‌کارگرفته می‌شود (لامپ‌های‌ها لوژن H.I.D) دارای مصرف انرژی بالا و طول عمر کمی می‌باشند اما نسل جدید روشنایی تا ۸۰٪ در مصرف انرژی صرفه‌جویی کرده و با طول عمری معادل ۱۰۰ هزار ساعت می‌تواند بیش از ۲۰ سال قابل استفاده باشد. از نظر زیست‌محیطی نیز از این لامپ‌ها به عنوان نور سبز یا دوستدار محیط زیست نام برده می‌شود زیرا از گازهای خطرناک و همچنین جیوه مایع در ساختار آن‌ها استفاده نشده‌است.

لامپ‌های معروف به کم‌مصرف که اکنون بسیار در کشور ما به‌کارگرفته می‌شود خطرات و مضرات بسیاری که برای انسان و محیط زیست دارند در محافل گوناگون صحبت‌های بسیاری شده و مقالات مختلفی نیز به چاپ رسیده‌است. حتی در گروه پژوهشی الکترونیک صنعتی سازمان انرژی بهره‌وری ایران (سابا) گزارشی تهیه شده و اثرات سوء لامپ‌های کنونی کم‌مصرف CFL مورد بررسی قرار گرفته‌است (گزارش شماره JIESB01/T2-1,T2-2/02 - مرداد ۱۳۸۸)

لامپ‌های نسل جدید فوق کم مصرف به دلیل ساختارشان فاقد آلودگی محیط زیست می‌باشند و علاوه بر ویژگی‌های ذکر شده می‌توان به مزایای دیگری نیز اشاره نمود:
- ۲٪ اتلاف انرژی
- دارای نور یکنواخت و بدون هیچ گونه سوسو زدن
- میزان حرارت ایجاد شده کمتر
- ایمن در برابر نوسانات برق
- توانایی روشن شدن سریع
- بازده بالا با حداقل مصرف انرژی
- کمترین افت شار نوری

لامپ ال ای دی
| گونه لامپ           | شکل حباب              | گونه حباب          | حدود توان (وات) | اثرگذاری نوری (لومن بر وات) | رنگ نور               | مدت‌زمان تقریبی راه‌اندازی (دقیقه) | دستگاه راه‌انداز |
| ------------------- | --------------------- | ------------------ | --------------- | --------------------------- | --------------------- | -------------------------------- | --------------- |
| رشته‌ای معمولی       | گلابی                 | روشن یا مات        | ۲۵ تا ۲۰۰۰      | ۲۰                          | سفید مایل به سبز      | ۰                                | ندارد           |
| رشته‌ای هالوژن       | میله‌ای                | روشن               |                 | ۲۵                          | سفید مایل به سبز      | ۰                                | ندارد           |
| سدیمی کم‌فشار        | لوله‌ای                | روشن               | ۳۵ تا ۲۰۰       | ۸۵                          | زرد                   | ۱۰                               | دارد            |
| سدیمی پرفشار (HPSV) | لوله‌ای، بیضوی         | روشن               | ۲۵۰ تا ۱۰۰۰     | ۱۰۰                         | سفید مایل به زرد      | ۳                                | دارد            |
| متال هالید (MH)     | میله‌ای، لوله‌ای، بیضوی | روشن یا مادهٔ نورزا |                 | ۷۰                          | مانند نور روز         | ۳                                | دارد            |
| تابلوی نئون         | لوله‌ای                | روشن               |                 | ۱۰                          | صورتی، سبز، آبی، قرمز | ۰                                | دارد            |

## تعریف
عمر واقعی نوری: بسته به مقدار زمان به‌کارگیری لامپ، تا هنگامی است که لامپ نور داشته باشد.
عمر مؤثر نوری: بسته به مقدار زمان مورد استفاده تا هنگامی است که ضریب روشنایی (شار نوری) لامپ به میزان ۷۰٪ کاهش پیدا کند.

## لامپ در الکترونیک
لامپ‌های رشته‌ای مدت بسیاری است که به عنوان ترمیستور (PTC)هایی سریع در مدارات الکترونیک به‌کارگرفته می‌شدند: تثبیت موج سینوسی اسلاتورها. محافظت ار تویترها (بلندگوهای سازنده فرکانسهای بالا). تنظیم اتوماتیک کنترل حجم صدا در تلفن‌های مخابراتی.

## نماد لامپ در نقشه‌های الکتریکی
معمولاً از شماتیک زیر برای نشان دادن لامپ در نقشه‌های الکتریکی استفاده می‌شود.

## نورپردازی همگانی
مقدار کل نور مصنوعی (به ویژه نور خیابان‌ها) مورد استفاده یا تولید شده توسط شهرها به آسانی از فضا در شب قابل مشاهده است؛ این گونه‌ای آلودگی است (آلودگی نوری) که می‌تواند مشکلاتی به‌وجود آورد.

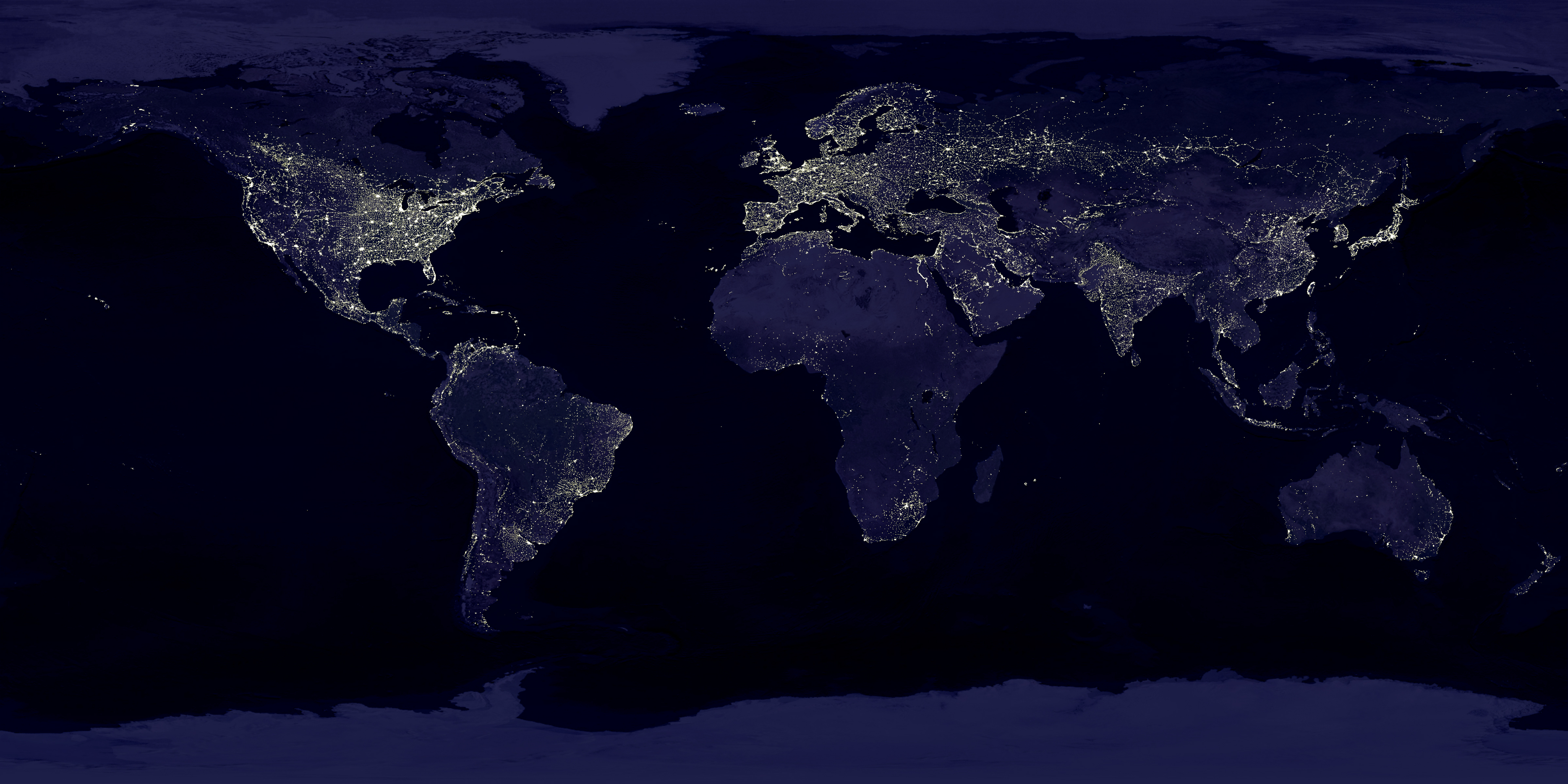
آلودگی نوری ایجاد شده به‌وسیله شهرهای صنعتی یا گسترش‌یافته جهان